# مورتال كومبات
مورتال كومبات (بالإنجليزية: Mortal Kombat؛ يترجم كـ « القتال المميت »), هي سلسلة ألعاب قتالية وحشية، دموية وعنيفة، من إنتاج شركة ميدواي للألعاب الأمريكية (المعروف الآن باسم نيثرريلم ستوديوز). بدأت السلسلة بإصدار الجزء الأول في عام 1992. ثم توالت الأجزاء بعد ذلك على مرورا بأجهزة بلاي ستيشن بأجزاءها الأربع .
تعرضت لسيل من الانتقادت اللاذعة بسبب احتواءها على كمية مبالغ بها من الدماء ومشاهد القتل وتقطيع الأوصال البشرية. وتميزت اللعبة بحركة الفايتاليتي وهي - باختصار - عبارة عن حركة ختامية يختم بها اللاعب المباراة، وبها يقتل منافسه بطريقة شرسة ووحشية، فيها قدر من الإذلال، لكن لا تخلو من الخيال واخر إصدار كان باسم مورتال كومبات 1  في عام 2023.

## نبذة
تمت برمجة من شركة ميدواي، تطوير مورتال كومبات كردة فعل لشهرة لعبة فيديو لشركة كابكوم المشهورة ستريت فايتر 2 (Street Fighter II) مع تبسيط التحكم وتطوير الرسوم.

## قائمة شخصيات اللعبة
| - أشراه - باراكا - بلايز - بو راي تشو - كاميليون - دايغون - دي فوراه - دايرو - داريوس - دراهمين - إيرماك - نو فيس - تازيا - كونج جين - إيرون بلاك - فيرا - تور - تاكيدا تاكاهاشي - فروست - فوجين - جورو - هافيك - هوتارو | - سو هاو - جيد - جاريك - جاكس - جوني كايج - كيسي كايج - كابال - كاي - كانو - كنشي تاكاهاشي - كاميليون - كينتارو - كيرا - جاكي بريجس - كيتانا - كوبرا - كونغ لاو - لي ماي | - ليو كانغ - ترايبورج - مافادو - ميت - ميلينا - موكاب - مولاتش - موتارو - نايت وولف - نيتارا - نوب سايبوت - اوناغا - كوان تشي - رايدن - راين - تريمور - رايكو - ربتايل | - سارينا - سكوربيون - شانغ تسونغ - شاو كان - كوتال كان - شيفا - شينوك - شوجينكو - سيندل - سايراكس - سكتور - سموك - سونيا بليد - كورتيس سترايكر - ساب-زيرو - سكارليت - تانيا - تايفن - جايسن - كانو - فريدي كروجر - إرماك - سرجينت - آش تيك |